# Howey-in-the-Hills
Howey-in-the-Hills é uma vila localizada no estado americano da Flórida, no condado de Lake. Foi incorporada em 1925.

## Geografia
De acordo com o United States Census Bureau, a vila tem uma área de 8,1 km², onde 6,9 km² estão cobertos por terra e 1,2 km² por água.

### Localidades na vizinhança
O diagrama seguinte representa as localidades num raio de 16 km ao redor de Howey-in-the-Hills.

## Demografia
Segundo o censo nacional de 2010, a sua população é de 1 098 habitantes e sua densidade populacional é de 159,4 hab/km². É a localidade menos populosa do condado de Lake. Possui 585 residências, que resulta em uma densidade de 84,9 residências/km².